# 29. (hercegovska) divizija (NOVJ)
29. (hercegovska) divizija je bila partizanska divizija, ki je delovala v sklopu NOV in POJ v Jugoslaviji med drugo svetovno vojno.
Ustanovljena je bila 21. junija 1943.

## Zgodovina
Divizija je bila ustanovljena 21. oktobra 1943. Ob ustanovitvi je divizija imela tri brigade ter okoli 1.500 borcev.
8. maja 1945 ob 23:00 se je pričel umik nemških oboroženih sil in Slovenskega domobranstva iz Ljubljane; tako so Ljubljano zapustili brez boja. Naslednji dan so ob 3:00 zjutraj prve partizanske izvidnice iz sestave 11. in 14. brigade 29. hercegovske divizije dosegle Karlovški most, medtem ko so pozneje istega dne vstopile tudi v celotno Ljubljano. 11. in 14. hercegovski brigadi sta bili zjutraj že v Medvodah, medtem ko je 13. brigada iste divizije ob 17:00 prišla v Šentvid.

## Sestava
Oktober 1943
- 10. (hercegovska) brigada (NOVJ)
- 11. (hercegovska) brigada (NOVJ)
- 12. (hercegovska) brigada (NOVJ)

## Poveljstvo
Poveljniki
- Vlado Šegrt

Politični komisarji
- Dragiša Ivanović